# Lorenz Chrysanth von Vest
Lorenz Chrysanth von Vest, o también Lorenz Chrysanth Edler von Vest (18 de noviembre de 1776, Klagenfurt - 15 de diciembre de 1840, Graz) fue un poeta, médico, químico y botánico austríaco.

## Vida y obra
Lorenz Chrysanth von Vest era hijo de un ascendente médico de la nobleza Dr. Lorenz Chrysanth Edler von Vest (1720-1789). Se educa primero en Klagenfurt y luego hace la secundaria en Salzburgo. Inicia sus estudios de Medicina en Viena y los continúa en Friburgo de Brisgovia donde en 1798 obtiene su Dr.med.
Durante sus estudios en Friburgo de Brisgovia será arrestado varias veces por escritos sobre la liberación, y es condenado a prestar el servicio militar. Pero pronto consigue la baja por las buenas relaciones de su familia, en 1800.
Retornado a Klagenfurt, adquiere experiencia como médico y además como oculista obteniendo buena reputación. En 1804 se casa y será profesor de Medicina en el Liceo Klagenfurter.
A requerimiento del archiduque Juan de Habsburgo-Lorena será en 1812 profesor de Botánica y Química en el recién creado Landesmuseum Joanneum de Graz. En 1829 es designado «Gubernialrat» y «protomédico» de Estiria. En esa función, logra reorganizar la farmacia, mejorando su higiene, estableciendo un Instituto de sordos y mudos, introduce la vacunación antivariólica, organización de la atención obstétrica, y la mejora del cementerio. De 1833 a 1834 es rector de la Universidad de Graz.
Fue muy conocido como autor, de dos textos botánicos «Manuale botanicum», 1805, y «Anleitung zum gründlichen Studium der Botanik (Manual para el estudio de la Botánica»), de 1815. Además realizó contribuciones a la revista «Medicinische Jahrbücher des kaiserl. königl. österreichischen Kaiserstaates» y «Annalen der Physik». Desde 1821 fue coeditor de «Steiermärkische Zeitschrift».

## Honores

### Epónimos
En su honor se nombra el género Vestia Willd. de la familia de Solanaceae.

## Algunas publicaciones
- Beschreibung wie das Ertz-Herzogthum Cärnthen von der Natur gelagert und beschaffen seyn samt Lateinischen Anmerkungen über einige Mineralien und ihren Gebrauch in der Artzneykunst (Descripción de Ertz-Herzogthum Cärnthen y sus elementos almacenados y con notas en latín sobre algunos minerales y su uso en la Artzneykunst). Klagenfurt, 1754
- Manuale botanicum inserviens excursionibus botanicis, sistens stirpes totius Germaniae phaenogamas, quarum genera triplici sytsemate [sic] corollino, carpico et sexuali coordinata, specierumque characteres obsevationibus illustrati sunt. Klagenfurt, 1805
- Anleitung zum gründlichen Studium der Botanik mit einer Übersicht über den Bau naturhistoricher Klassifikationssysteme, einer Critik des Jussieu'schen, und den Grundzügen eines neuen natürlichen Systems (Instrucciones para el estudio a fondo de la Botánica con una visión de la construcción natural de sistemas de clasificación, una crítica al esquema de Jussieu, y las orientaciones generales de un nuevo sistema natural). Viena, 1818

- La abreviatura «Vest» se emplea para indicar a Lorenz Chrysanth von Vest como autoridad en la descripción y clasificación científica de los vegetales.[1]